# 健保連のすこやかさん
『健保連のすこやかさん』（けんぽれんのすこやかさん）は、フジテレビ系列で放送されていたフジテレビ製作の健康情報番組である。健康保険組合連合会の単独提供。製作局のフジテレビでは1977年4月2日から1997年3月29日まで放送された。

## 概要
「身近な健康づくり」をテーマに、毎週色々なゲストとの話を交えながら、家庭で役立つ知識を紹介していた。
本番組の開始当初は『川崎敬三のすこやかさん』という番組名で放送、1979年4月7日から1981年3月28日までは『渡辺文雄のすこやかさん』、1981年4月4日以降は『健保連のすこやかさん』の番組名で放送された。
本番組の終了後、健康保険組合連合会は替わって土曜 8時30分 - 9時55分に放送の関西テレビ製作『土曜ぴーぷる』のスポンサーに付き、同番組内で60秒インフォマーシャル『おはよう!けんぽれん』を放送するようになった。

## 放送時間
いずれもフジテレビの時間帯とする（出典：）。
| 放送期間   | 放送期間   | 番組名                 | 放送時間（日本時間）       |
| ---------- | ---------- | ---------------------- | -------------------------- |
| 1977.04.02 | 1979.03.31 | 川崎敬三のすこやかさん | 土曜 11:15 - 11:30（15分） |
| 1979.04.07 | 1981.03.28 | 渡辺文雄のすこやかさん | 土曜 10:45 - 11:00（15分） |
| 1981.04.04 | 1984.03.31 | 健保連のすこやかさん   | 土曜 10:45 - 11:00（15分） |
| 1984.04.07 | 1989.03.25 | 健保連のすこやかさん   | 土曜 10:30 - 10:45（15分） |
| 1989.04.01 | 1997.03.29 | 健保連のすこやかさん   | 土曜 07:30 - 07:45（15分） |

## ナビゲーター
- 川崎敬三（1977年4月2日 - 1979年3月31日）
- 渡辺文雄（1979年4月7日 - 1981年3月28日）
- 押阪忍
- 松平康隆
- 大野香菜（1984年4月7日 - 1997年3月29日、番組メインナビゲーターとして出演。）
- 山沢じゅん
- 山内美郷[4] ほか

## スタッフ
- 制作協力：共同テレビ
- 制作著作：フジテレビ

## 放送局
放送系列局外も含めて全都道府県で放送された。また和歌山県では重複放送された。
- フジテレビ（制作局）
- 北海道文化放送：土曜 11:15 - 11:30（1977年4月2日 - 1979年3月31日） → 土曜 10:45 - 11:00（1979年4月7日 - 1984年3月31日） → 土曜 10:30 - 10:45（1984年4月7日 - 1989年3月25日） → 土曜 7:30 - 7:45（1989年4月1日 - 1997年3月29日）[5]
- 青森放送：土曜 11:15 - 11:30（1977年4月開始時点）[1] → 土曜 10:15 - 10:30（1994年11月時点）[4] → 日曜 7:10 - 7:25（1997年3月時点）[6]
- IBC岩手放送[注釈 1]：土曜 8:30 - 8:45（1977年4月開始時点）[1]
  - 岩手めんこいテレビ：土曜 7:30 - 7:45（1994年11月時点）[4]
- 秋田テレビ：土曜 11:15 - 11:30（1977年4月開始時点）[1] → 土曜 7:30 - 7:45（1994年11月時点）[4]
- 山形テレビ：土曜 11:15 - 11:30（1977年4月開始時点）[1]
  - テレビユー山形：土曜 7:00 - 7:15（1994年11月時点）[4]
- 仙台放送：土曜 11:15 - 11:30（1977年4月開始時点）[1] → 土曜 10:45 - 11:00（1979年10月時点 - 1983年10月時点） → 土曜 10:30 - 10:45（1984年5月時点 - 1987年7月時点）[7] → 土曜 6:45 - 7:00（1994年11月時点）[4]
- 福島テレビ：土曜 17:30 - 17:45（1977年4月 - 1978年3月）→ 土曜 11:30 - 11:45（1978年4月 - 1979年3月） → 土曜 10:45 - 11:00（1979年4月 - 1980年3月） → 土曜 11:15 - 11:30（1980年4月 - 1982年9月） → 土曜 10:15 - 10:30（1982年10月 - 1983年3月） → 土曜 10:45 - 11:00（1983年4月 - 1984年3月） → 土曜 10:30 - 10:45（1984年4月 - 1987年7月時点）[1] [8] → 土曜 7:30 - 7:45（1994年11月時点）[4]
- テレビ山梨：土曜 11:15 - 11:30（1977年4月開始時点）[1] → 土曜 10:00 - 10:15（1994年11月時点）[4]
- 新潟総合テレビ[注釈 2]：土曜 8:30 - 8:45（1977年4月開始時点）[1] → 土曜 7:30 - 7:45（1994年11月時点）[4]
- 長野放送：土曜 11:15 - 11:30（1977年4月開始時点）[1] → 土曜 10:30 - 10:45（1989年3月時点）[9] → 土曜 7:30 - 7:45（1994年11月時点）[4]
- テレビ静岡：土曜 7:45 - 8:00（1977年4月開始時点[1]と1994年11月時点[4]）
- 富山テレビ：土曜 8:30 - 8:45（1977年4月開始時点）[1] → 土曜 7:30 - 7:45（1994年11月時点）[4]
- 石川テレビ：土曜 11:15 - 11:30（1977年4月開始時点）[1] → 土曜 7:30 - 7:45（1994年11月時点）[4]
- 福井テレビ：土曜 11:15 - 11:30（1977年4月開始時点）[1] → 土曜 7:30 - 7:45（1994年11月時点）[4]
- 東海テレビ：土曜 11:15 - 11:30（1977年4月開始時点）[1] → 日曜 6:45 - 7:00（1994年11月時点）[4]
- 関西テレビ：土曜 11:15 - 11:30（1977年4月開始時点）[1] → 土曜 7:30 - 7:45（1994年11月時点）[4]
- テレビ和歌山：日曜 11:45 - 12:00（1977年4月開始時点）[1] → 土曜 7:45 - 8:00（1994年11月時点）[4]
- 山陰中央テレビ：土曜 11:15 - 11:30（1977年4月開始時点）[1] → 土曜 7:30 - 7:45（1994年11月時点）[4]
- 岡山放送[注釈 3]：土曜 11:00 - 11:15（1977年4月2日 - 1979年3月31日）[1] [10] → 土曜 10:45 - 11:00（1979年4月時点）[11] → 土曜 10:30 - 10:45（1986年8月時点）[12] → 土曜 7:30 - 7:45（1989年8月時点[13]と1994年11月時点[4]）
- テレビ新広島：土曜 11:15 - 11:30（1977年4月2日 - 1979年3月31日）[1] [10] → 土曜 10:45 - 11:00（1979年4月時点）[11] → 土曜 10:30 - 10:45（1986年8月時点）[12] → 土曜 7:30 - 7:45（1989年8月時点[13]と1994年11月時点[4]）
- テレビ山口：土曜 11:15 - 11:30（1977年4月開始時点）[1] → 土曜 10:30 - 10:45（1994年11月時点）[4]
- 四国放送：土曜 10:00 - 10:15（1977年4月開始時点）[1] → 土曜 10:30 - 10:45（1994年11月時点）[4]
- 西日本放送[注釈 4]：日曜 6:30 - 6:45（1977年4月開始時点）[1]
- 愛媛放送[注釈 5]：土曜 11:15 - 11:30（1977年4月2日 - 1979年3月31日）[1] [10] → 土曜 10:45 - 11:00（1979年4月時点）[11] → 土曜 7:30 - 7:45（1994年11月時点）[4]
- テレビ高知：土曜 11:15 - 11:30（1977年4月開始時点）[1] → 土曜 10:30 - 10:45（1994年11月時点）[4]
- テレビ西日本：土曜 11:15 - 11:30（1977年4月開始時点）[1] → 土曜 7:30 - 7:45（1994年11月時点）[4]
- サガテレビ：土曜 11:15 - 11:30（1977年4月開始時点）[1] → 土曜 7:30 - 7:45（1994年11月時点）[4]
- テレビ長崎：土曜 11:15 - 11:30（1977年4月開始時点）[1] → 土曜 7:30 - 7:45（1994年11月時点）[4]
- テレビ熊本：土曜 11:15 - 11:30（1977年4月開始時点）[1] → 土曜 7:30 - 7:45（1994年11月時点）[4]
- テレビ大分：金曜 11:30 - 11:45（1977年4月開始時点）[1] → 土曜 7:30 - 7:45（1994年11月時点）[4]
- テレビ宮崎：土曜 11:15 - 11:30（1977年4月開始時点）[1] → 土曜 7:30 - 7:45（1994年11月時点）[4]
- 鹿児島テレビ：土曜 8:30 - 8:45（1977年4月開始時点、第1土曜のみ7:45 - 8:00）[1] → 土曜 7:30 - 7:45（1994年11月時点）[4]
- 沖縄テレビ：土曜 11:15 - 11:30（1977年4月開始時点）[1] → 土曜 7:30 - 7:45（1994年11月時点）[4]